# Экспедиция Пайка
Экспедиция Пайка (англ. Pike Expedition) проходила с 15 июля 1806 года по 1 июля 1807 года. Была инициированна президентом Томасом Джефферсоном и уполномочена правительством Соединённых Штатов на исследование юга и запада территории недавно купленной Луизианы.

## Исследование

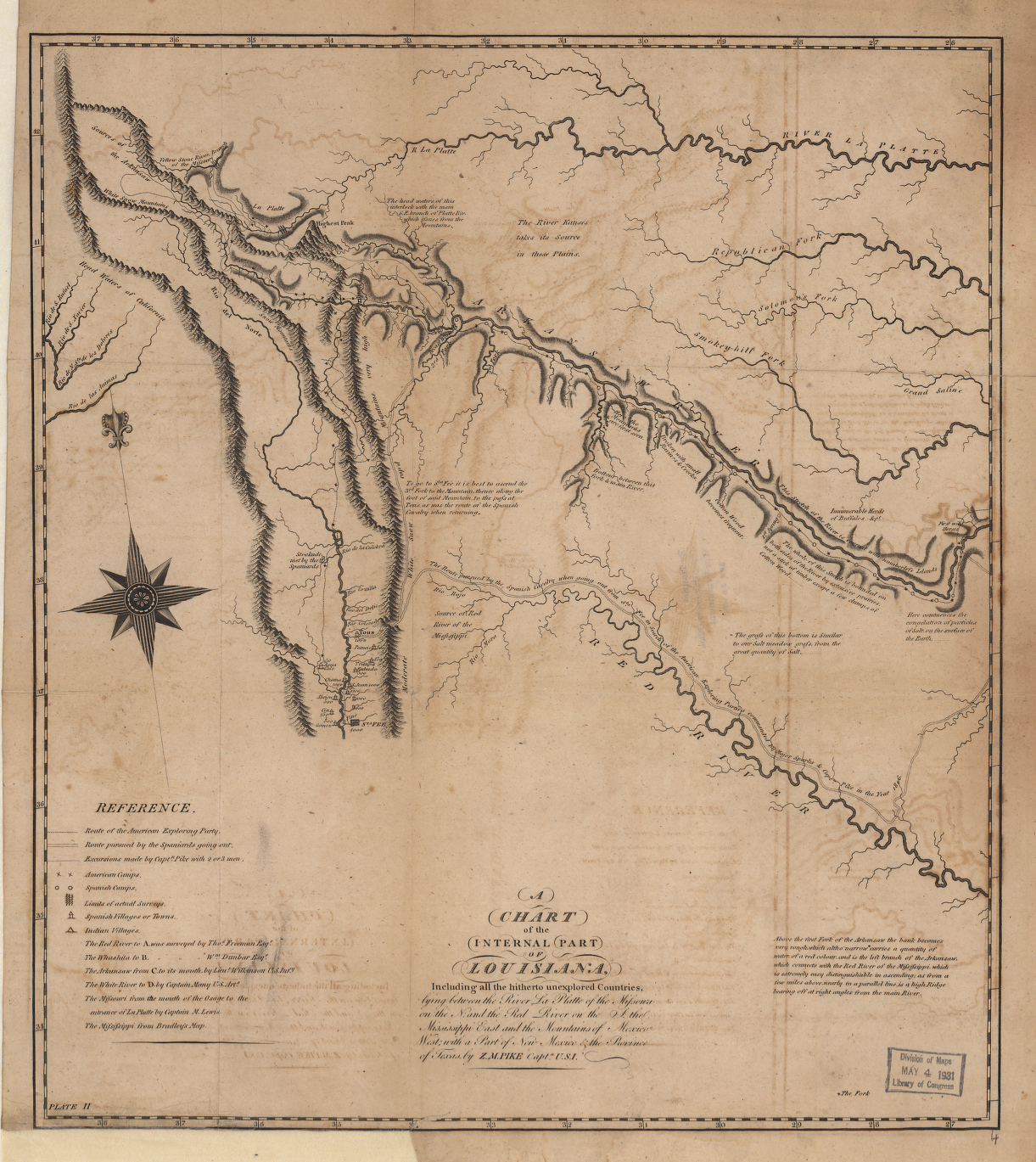
Карта внутренней части Луизианы из отчета об экспедициях к истокам Миссисипи и через западные части Луизианы… Филадельфия: К. и А. Конрад, 1810 г.

24 июня 1806 года генерал Джеймс Уилкинсон, командующий Западным департаментом, приказал лейтенанту Зебулону Пайку, которому тогда было 27 лет, возглавить экспедицию в западные и южные районы Луизианы, чтобы нанести на карту местность, связаться с коренными американцами, и найти истоки Ред-Ривер. Пайк покинул форт Бельфонтен недалеко от Сент-Луиса, штат Миссури, 15 июля с отрядом из 20 солдат и 50 заложников из числа осейджей, освобождённых для возвращения своему народу. Экспедиция проследовала вдоль рек Миссури и Осейдж к деревне осейджей на современной границе Канзаса и Миссури. 15 августа Пайк вернул заложников и провёл переговоры с туземцами.
Ударив на северо-запад, группа направилась к территории пауни на реке Репабликан в южной части Небраски. 29 сентября в деревне пауни Пайк встретился с советом племени пауни. Он объявил о новом требовании протектората со стороны правительства Соединённых Штатов над территорией. Он приказал пауни убрать испанский флаг с их деревни и вместо этого вывесить американский флаг.
Экспедиционный корпус повернул на юг и двинулся через прерию к реке Арканзас. Достигнув его 14 октября, группа разделилась на две части. Одну группу возглавлял лейтенант Джеймс Биддл Уилкинсон, сын генерала. Они путешествовали вниз по течению вдоль Арканзаса до его устья и обратно вверх по Миссисипи, благополучно вернувшись в Сент-Луис.
Пайк повёл другую, большую группу вверх по течению, на запад, к истокам Арканзаса. Пересекая Великие равнины, Пайк писал: «Эти обширные равнины западного полушария со временем могут стать такими же знаменитыми, как песчаные пустыни Африки, ибо на своём пути я видел в разных местах участки на многие лиги, куда ветер отбрасывал пески во всей причудливой форме катящейся океанской волны, на которой не было ни крупицы растительного вещества». Когда Стивен Лонг возглавил экспедицию в этот район в 1820 году, он обозначил этот район на своей карте как «Великая американская пустыня».

## Пайк в Колорадо

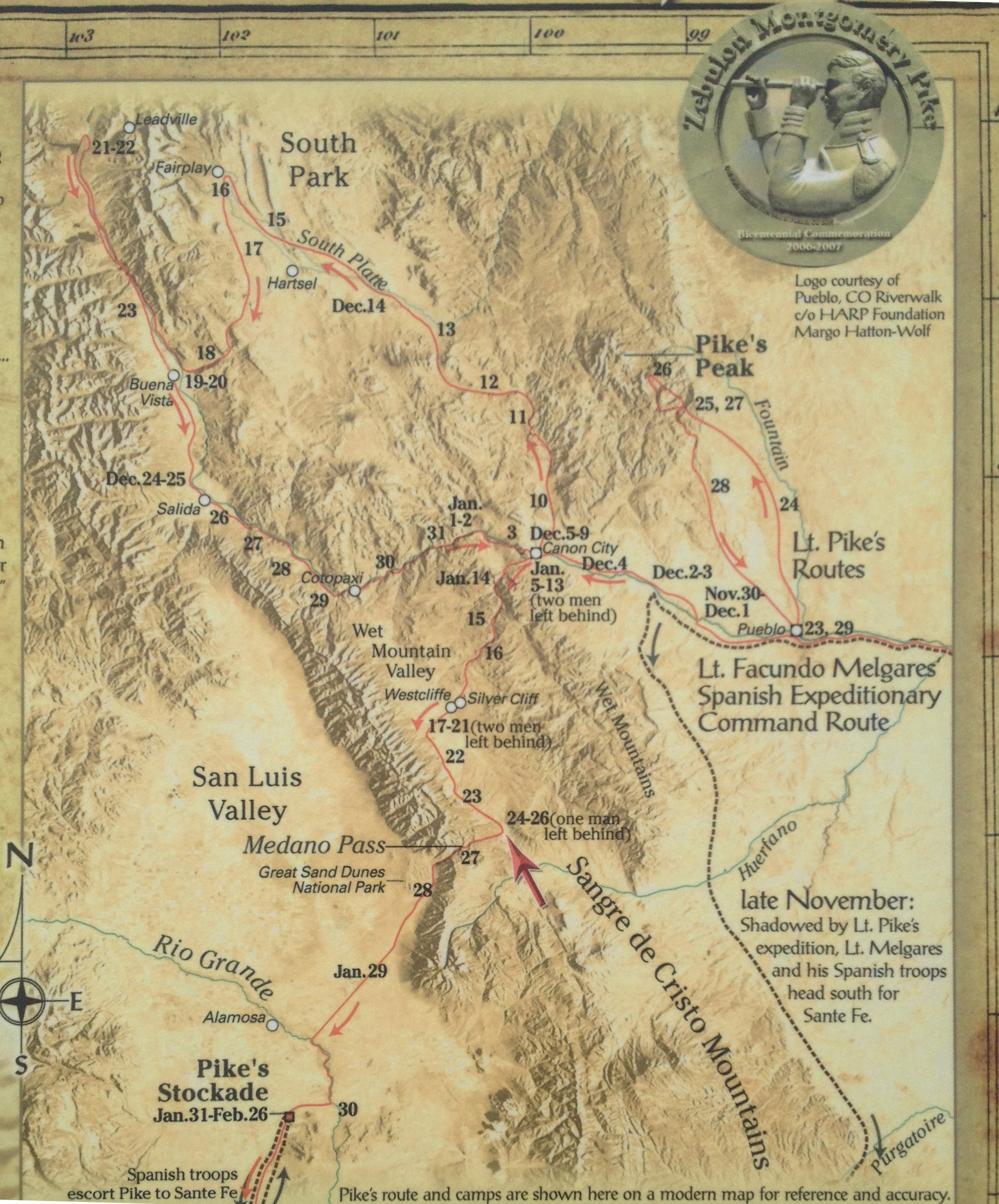
Фотография части придорожного указателя в Колорадо, расположенного там, где примитивная дорога Медано-Пасс (CR 599) соединяется с шоссе 69, к югу от Уэстклиффа: «Юго-западная экспедиция лейтенанта Зебулона Пайка 1806–07», показывающая карту маршрутов, пройденных группой Пайка

15 ноября Пайк впервые увидел далекую гору Тава, которую он назвал «Гранд-Пик». С тех пор её назвали Пайкс-Пик в его честь. Пайк попытался подняться на вершину, надеясь увидеть окрестности, чтобы отметить на картах вершину высотой 4300 м. Группа Пайка поднялась на меньшую вершину неподалеку — вероятно, на гору Миллер, названную в честь Теодора Миллера, одного из солдат, сопровождавших Пайка. С приближением зимы Пайк двинулся дальше вверх по Арканзасу, и 7 декабря группа достигла Королевского ущелья, впечатляющего каньона в Арканзасе у подножия Скалистых гор.
Затем Пайк намеревался отправиться к истокам Ред-Ривер и направиться вниз по течению к Миссисипи и относительной безопасности в низинах. Но рота запуталась в ориентирах и сделала несколько неуклюжих шагов, пытаясь найти реку. Они не были экипированы ни для горной экспедиции, ни для суровой зимней погоды. Направляясь на север, группа нашла южную развилку реки Платт и, следуя по ней вверх по течению, подошла к тому, что они считали истоками Ред-Ривер. Возвращаясь вниз по течению, они оказались в том месте, где изначально покинули Арканзас. Они выполнили большую петлю, потеряв недели драгоценного времени в пути.
Голодные, замёрзшие и измученные, они направились на юг через горы. Несколько человек остались позади, падая от усталости, но Пайк упрямо продолжал идти. К 30 января он и десять человек, которые всё ещё были с ним, подошли к Рио-Гранде недалеко от Аламосы на территории современного южного Колорадо, а затем входили в состав Испанской империи. Пайк принял Рио-Гранде за Ред-Ривер, которую искал. Здесь он построил форт и попытался собрать остальных своих людей, разбросанных по горам позади него.

## Пленение
Ночью 26 февраля Пайк и его люди были схвачены в своём форте испанскими солдатами из близлежащего Санта-Фе. Арестовав группу как шпионов, испанцы собрали остальных людей Пайка, рассеянных по горам, и двинули их всех на юг. Испанцы доставили их через Санта-Фе, Альбукерке и Эль-Пасо в Лос-Коабос, столицу штата Чиуауа. По пути к отряду Пайка относились с уважением местные жители Мексики, и Пайк тщательно отмечал военную мощь и гражданское население.
Губернатор Чиуауа Сальседо освободил Пайка и большую часть его людей, поскольку они были военными офицерами соседней страны, с которой Испания не находилась в состоянии войны. Он приказал репатриировать Пайка, но несколько лет держал некоторых солдат в своей тюрьме в Мексике. Испанские военные сопровождали Пайка и часть его группы обратно на север, через Сан-Антонио, штат Техас, и прибыли на границу с Луизианой в Натчиточес 1 июля 1807 года.
Испанцы официально пожаловались в Государственный департамент США на военную экспедицию на их территорию, но правительство утверждало, что эта группа была только исследовательской. Захват Пайка испанцами и путешествия по Нью-Мексико, северной Мексике и Техасу дали ему больше информации об испанском могуществе, чем могла бы дать его экспедиция.